# Walckenaeria erythrina
Walckenaeria erythrina är en spindelart som först beskrevs av Simon 1884.  Walckenaeria erythrina ingår i släktet Walckenaeria och familjen täckvävarspindlar. Inga underarter finns listade i Catalogue of Life.